# Gold (groupe néerlandais)
Pour les articles homonymes, voir Gold.
Gggolddd (stylisé GGGOLDDD), précédemment appelé Gold (stylisé GOLD ou GOLD) est un groupe néerlandais fondé en 2011. Il a pu être qualifié de dark rock, death rock, post-punk ou doom,,.    

## Formation et influences
Le couple Thomas Sciarone et Milena Eva fondent le groupe en 2011 après qu’il a quitté The Devil’s Blood. Ils composent la majeure partie des morceaux, qu’ils présentent comme un miroir du monde absurde, mêlant optimisme et pessimisme, sombre mais enthousiasmant. Leurs compositions évoquent la mélancolie et la tristesse, la vulnérabilité, en mêlant des ambiances variées que Milena Eva décrit comme des montagnes russes émotionnelles,. Ils ont pu être comparé à Joy Division. 
Le groupe cite diverses influences, notamment le peintre Kasimir Malevitch pour Thomas Sciarone, mais aucune filiation musicale. Les musiciens ont cependant des intérêts artistiques divers hors de la musique (tatouage, design, graphisme, cinéma).  
Gggolddd réalise de nombreux clips vidéos qui sont conçus comme des expériences complémentaires à l’écoute et à la performance scénique,. 

## Biographie
Le premier album, Interbellum, sort en décembre 2012 sur le label Ván Records. Il bénéficie de bonnes critiques et d’une large diffusion et permet une tournée européenne. La pochette représente un paon en vol, fuyant un mauvais pressentiment, lié à la crainte de la guerre, comme exprimé dans le nom du disque. Gggolddd part pour sa première tournée en jouant en première partie sur la tournée de Karma to Burn et Audrey Horne,.  
Le deuxième album, No Image, sort en novembre 2015 sur le label Ván Records. Il est plus sombre et expérimental et moins psychédélique que le précédent. Il est qualifié de death rock atmosphérique. 
Le troisième album, Optimist, sort en 2017 et poursuit l’exploration du mélange sonore post-punk en ajoutant des touches de shoegazing. Ils tournent alors avec Converge en 2017 et 2018 puis New Model Army en 2018. 
Le quatrième album, Why Aren’t You Laughing, sort le 5 avril 2019 sur le label Artoffact Records. L’album est mixé par Jaime Gomez Arellano (Paradise Lost, Grave Pleasures). Le groupe poursuit dans les ambiances sombres, en s’inscrivant dans la scène rock indie, allant de la mélancolie post-rock à la violence heavy rock. Le titre éponyme sort pour la journée internationale des femmes et constitue un hymne féministe. La tournée européenne de 2019 inclut plusieurs dates en France, notamment au Hellfest. Gggoldddest annoncé à l’affiche de plusieurs festivals pour l’été 2020 dont le Motocultor Festival, Frantic Fest, Void Fest et Gloomaar Fest.
Le cinquième album, This Shame Should Not Be Mine sort le 1er avril 2022. Il est décrit comme plus épuré et intimiste, personnel et émouvant, centré autour de l’expérience personnelle de Milena d’un viol dont elle a été victime plus jeune.

## Membres

### Membres actuels
- Milena Eva - chant
- Thomas Sciarone -  claviers, samples, batterie, guitare
- Vincet Shore - guitare
- Jaka Bolič -  samples, batterie, guitare

### Anciens membres
- Nick Polak - guitare
- Harm Haverman - basse
- Tim Meijer - basse
- Leyla Overdulve - basse
- Igor Wouters - batterie
- Kamiel Top - guitare
- Daniëlle Warners - guitare

## Discographie
- Gone Under / Medicine Man (EP, 2012)
- Interbellum (2012)
- No Image (2015)
- Optimist (2017)
- Faces I Don't Recall - The Optimist Remixes (EP, 2018)
- Why Aren't You Laughing? (2019)
- The Isolation Sessions (Live album, 2020)
- The Bedroom Sessions (EP, 2020)
- The Archive Sessions (Compilation, 2020)
- Recession (Compilation, 2020)
- This Shame Should Not Be Mine (2022)
- Live at Roadburn Redux (Live album, 2023)
- PTSD (EP, 2023)